# Gillis Quintijn

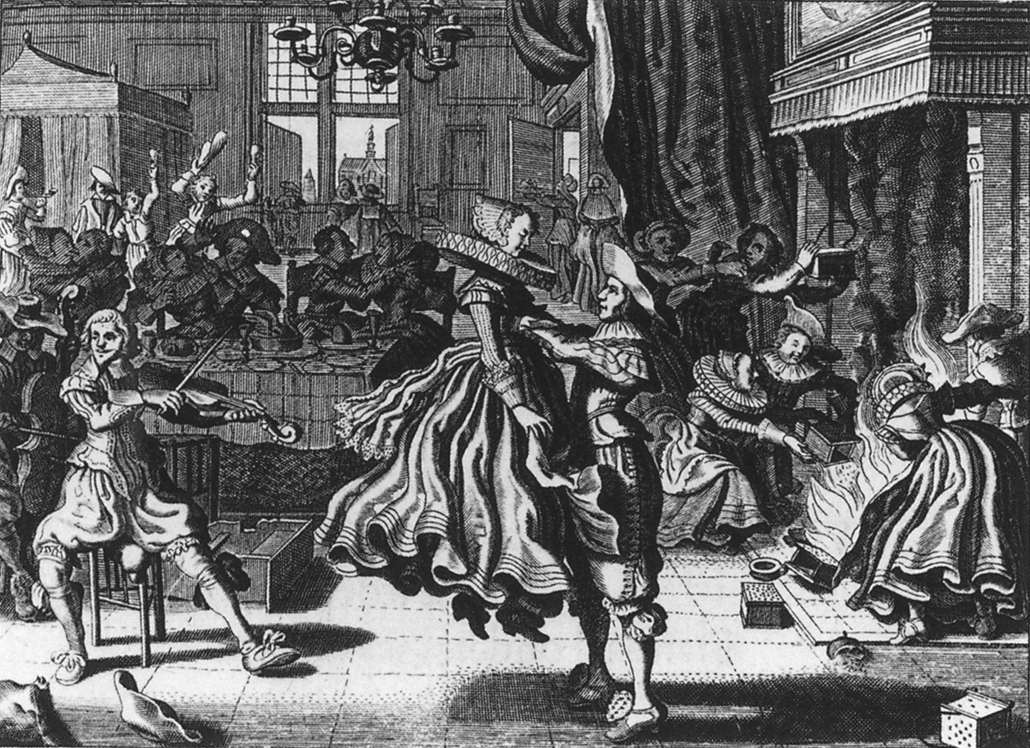
Illustrazione del libro De Hollandsche Liis met de Brabantsche Bely evidenziante i pericoli della danza (1629)

Gillis Jacobszoon Quintijn (Haarlem, 1590 circa – L'Aia, 1635 circa) è stato uno scrittore olandese del secolo d'oro.

## Biografia
Nel 1627 si mise in luce con la poesia Oraeniens Grolsgewin, che gli valse l'intervento del principe Federico Enrico d'Orange nel caso riguardante una scommessa o un suo debito di più di 4.939 fiorini nei confronti di sua zia Cornelia Kooymans, vedova di Abraham de Visscher. Il poeta fu imprigionato e fu liberato dopo tre anni per ordine dalla Corte Suprema, nonostante già nel 1624 avesse provveduto a saldare il debito. Nel 1629 si trasferì con la sua numerosa famiglia all'Aia, dove realizzò altri poemi tra cui: De voor-lopende Hollandsche Wee! ende Wraecke-klagt, Oraniëns overwinning van 's Hertogenbos e De Hollandsche Liis met de Brabantsche Bely. In quest'ultimo libro, l'autore stigmatizza il comportamento dei giovani, mettendo in risalto il male insito nell'abitudine di danzare, che spinge a comportamenti osceni. Questo pericolo è altresì evidenziato dalle illustrazioni di Adriaen Matham, Theodor Matham e Cornelis van Kittensteyn inserite nel libro.
Come da lui stesso affermato in una poesia di 58 versi, Quintijn fu un seguace di Jacob Cats.

## Opere
- Oraeniens Grolsgewin, 1627[1]
- De Hollandsche-Liis met de Brabantsche-Bely: poeetischer wyse voorgestelt en gedicht, di Gilles-Jacobs Quintyn, Jacob Cats, Adriaen Matham, 1629[6]
- De voor-lopende Hollandsche Wee! ende Wraecke-klagt[3]